# Ландвойт
Ландво́йт, лантвойт, лентвойт (нем. Landvogt, пол. Landwójt, лат. viceadvocatus; в Государстве Тевтонского ордена — комтур; в средневековой Англии — шериф) — должностное лицо в ряде государств. 

## В Польше
В период с XIII по XVI века в Польше — княжеский чиновник, имевший широкие судебные полномочия в новосозданных административных единицах — дистриктах (лат. districtus) на основе немецкого права «Weichbild». Позже избираемый муниципальный чиновник, заместитель войта или старосты на основе локационного привилея в городах с магдебургским правом.

## В Великом княжестве Литовском
В Великом княжестве Литовском ландвойт исполнял обязанности заместителя войта в городах с магдебургским правом. Назначался войтом или владельцем города. В XVI—XVII веках мещане ряда городов, в частности Могилёва, Пинска и Бреста, требовали введения избираемости ландвойта. В 25 томе трудов Виленской археографической комиссии, опубликованных в 1898 году, приводится иное определение: «ландвойт — старший в имении начальник над войтами, десятниками и др.».